# Wulfsen
Wulfsen is een gemeente in de Duitse deelstaat Nedersaksen. De gemeente maakt deel uit van de Samtgemeinde Salzhausen in het Landkreis Harburg. Wulfsen telt 1.725 inwoners.
Wulfsen vormt met het aangrenzende, kleinere Garstedt bijna een tweelingdorp in het noorden van de Samtgemeinde. Wulfsen ligt ten zuiden van Pattensen en ten westen van Bahlburg, allebei dorpen in de gemeente Winsen aan de Luhe. Tussen Garstedt en het ten zuidoosten ervan gelegen Vierhöfen ligt het dal van de Luhe, een zijriviertje van de Elbe.
Op de Luhe is hier kanovaren mogelijk. De beide dorpen liggen in een bosrijke omgeving tussen het laaggelegen rivierlandschap van de Elbe en de Luhe enerzijds en de noordoostkant van de Lüneburger Heide anderzijds, en kennen door het landschapsschoon enig toerisme. Wulfsen kent enig midden- en kleinbedrijf van lokale betekenis, maar is vooral een forensen- en toeristendorp. Veel mensen die in Hamburg werken zijn hier vanaf 1970 in nieuwbouwwijken komen wonen.

## Geschiedenis
Aan de noordoostkant van het dorp, aan de Langenberg, zijn zes grafheuvels uit de bronstijd (1700-700 v.Chr.) ontdekt. In het dorp zelf, daar waar vroeger de lagere school stond, zijn urnengraven uit de IJzertijd (700-100 v. Chr.) ontdekt. Ten noordoosten van het dorp zijn resten van 642 graven van Saksen ontdekt; ook werden daar de stoffelijke resten gevonden van drie, wellicht in een vóórchristelijk, Oud-Germaans ritueel geofferde, paarden. De graven dateren overwegend uit de 8e eeuw. Aan de richting waarin de lichamen waren begraven kon men zien of de overledenen heiden dan wel christen waren. Eerstgenoemden werden in noord-zuid-richting begraven, de christenen in oost-west-richting.

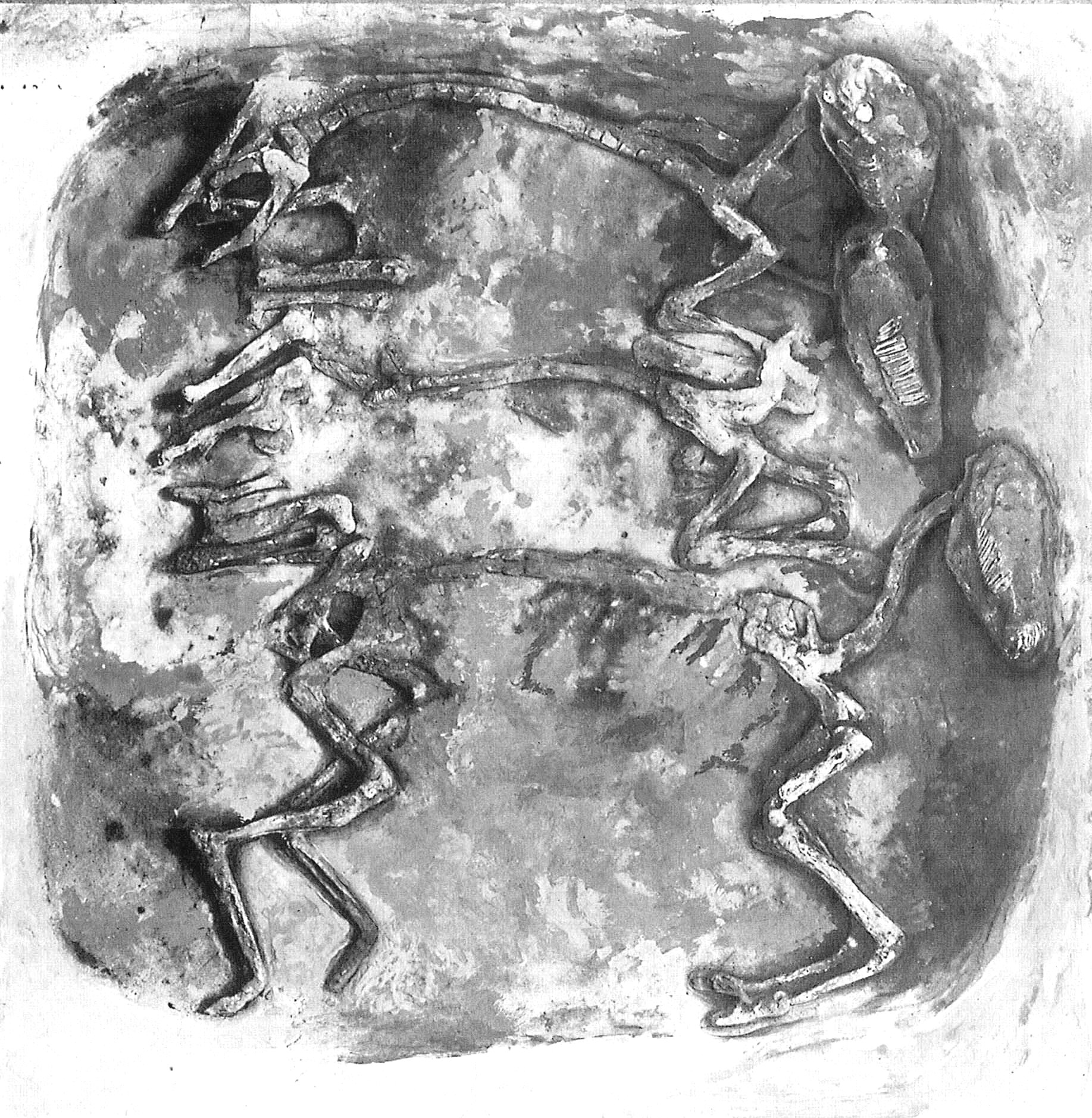
Begraving van paarden uit de 8e eeuw bij Wulfsen (foto in 1974 in situ gemaakt)
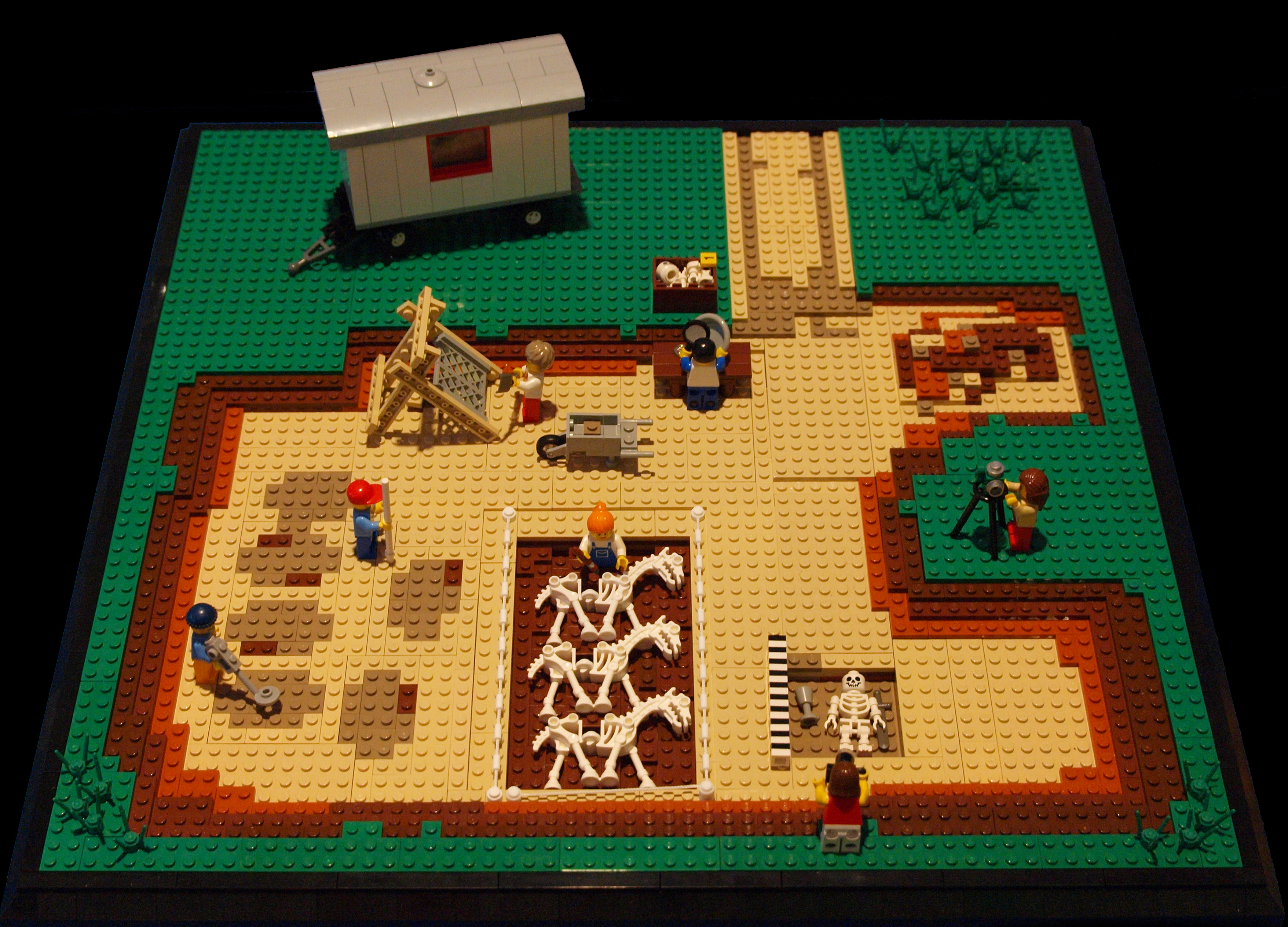
Model van Lego hiervan (Archeologisch Museum Hamburg, 2013)

In 1252 wordt Wulfsen voor het eerst in een document vermeld. De toeschrijving van de plaatsnaam aan een middeleeuwse Lokator (ontginningsleider) Ridder Wolff is niet meer dan een populaire legende. Wel staat vast, dat het dorp oorspronkelijk uit zeven hoeven bestond, waarvan de bezitters met Vollhöfner werden aangeduid. Ook de watermolen op de Aubach, de Aumühle, bestaat zeker reeds sinds de 13e eeuw.
Gedurende de Dertigjarige Oorlog werd het dorp ten minste een, maar wellicht twee of drie keer, door doortrekkende Deense of Zweedse soldaten geplunderd, gedeeltelijk uitgemoord en daarna in brand gestoken. Met name rond 1700, maar ook nog wel in de eerste helft van de 19e eeuw, werden in de beek Aubach van tijd tot tijd beekparelmosselen aangetroffen. Wie uit zo'n schelpdier een parel had weten te bemachtigen, kon van de opbrengst tot wel een jaar lang in zijn of haar levensonderhoud voorzien.
Van 1872 tot 1982 had Wulfsen een spoorwegstation. Op 4 juni 1939 verongelukte 's morgens vroeg een bus met daarin een zangkoor uit Garstedt; op een onbewaakte spoorwegovergang tussen Garstedt en Wulfsen werd deze door een trein gegrepen. Zestien mensen kwamen om het leven. Circa vijftien raakten gewond, onder wie verscheidene ernstig. De oorzaak was vermoedelijk een technisch mankement aan de bus of een bedieningsfout van de buschauffeur.
Een zeker sinds 1900 bestaande traditie is het winterfeest Faslam dat eind januari gevierd wordt.

## Bezienswaardigheden; toerisme
Direct ten westen van Wulfsen ligt, op een Aubach genaamd beekje een oude watermolen met houtzagerij. Deze staat onder monumentenzorg en was tot voor kort te bezichtigen als een Außenstelle (dependance) van het openluchtmuseum Am Kiekeberg te Rosengarten. Bij de molen ligt een schilderachtige molenvijver. Verder zuidwestelijk, bij hetzelfde beekje, aan de bosrand ligt de visvijver Forellenhof.
Op het door het dorp lopende spoorlijntje zijn af en toe met de railbus Ameisenbär (miereneter; zo genoemd naar het uitsteeksel aan de voorkant) toeristische ritjes mogelijk.

## Afbeeldingen

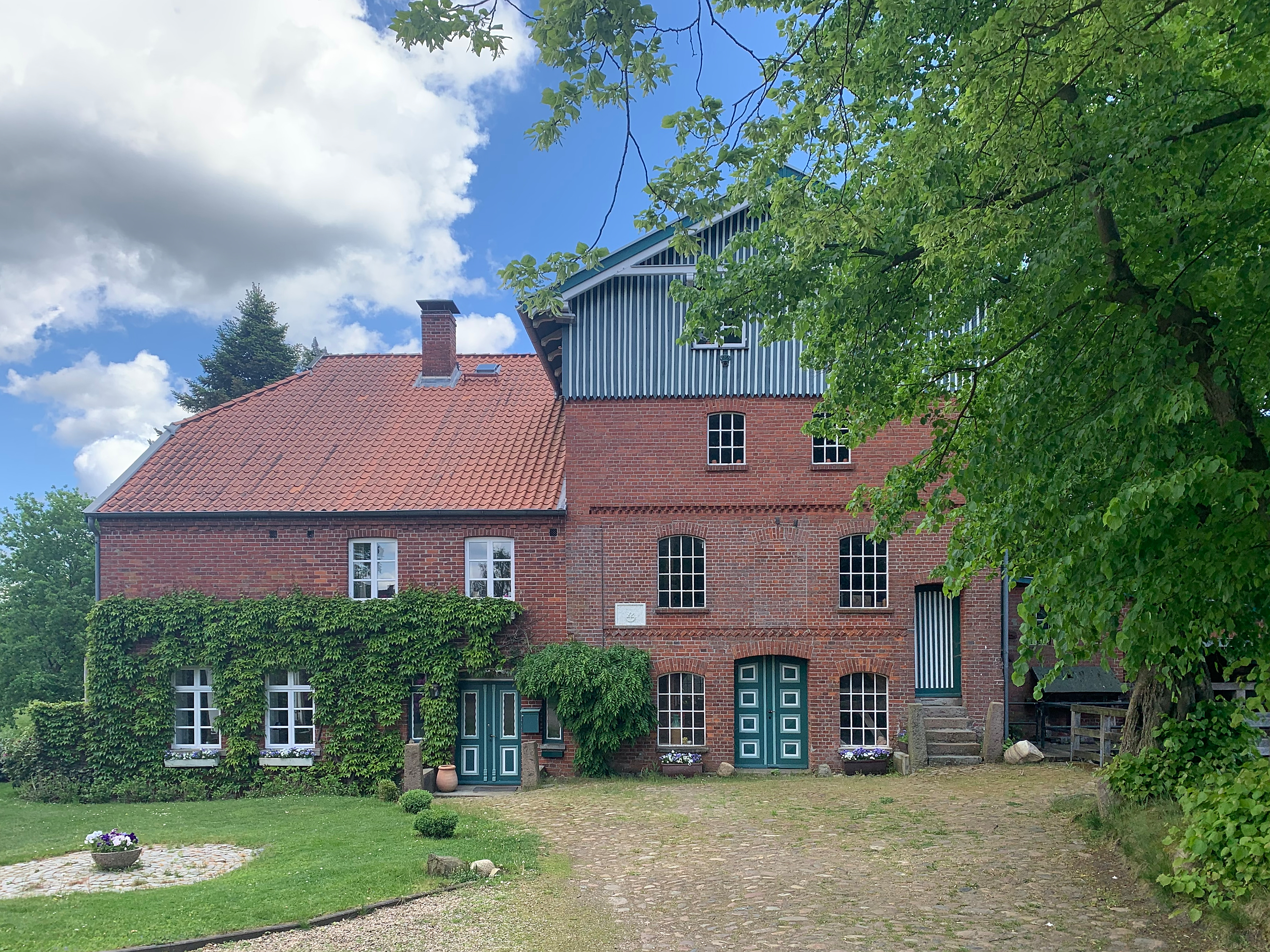
De watermolen aan de Aubach bij Wulfsen
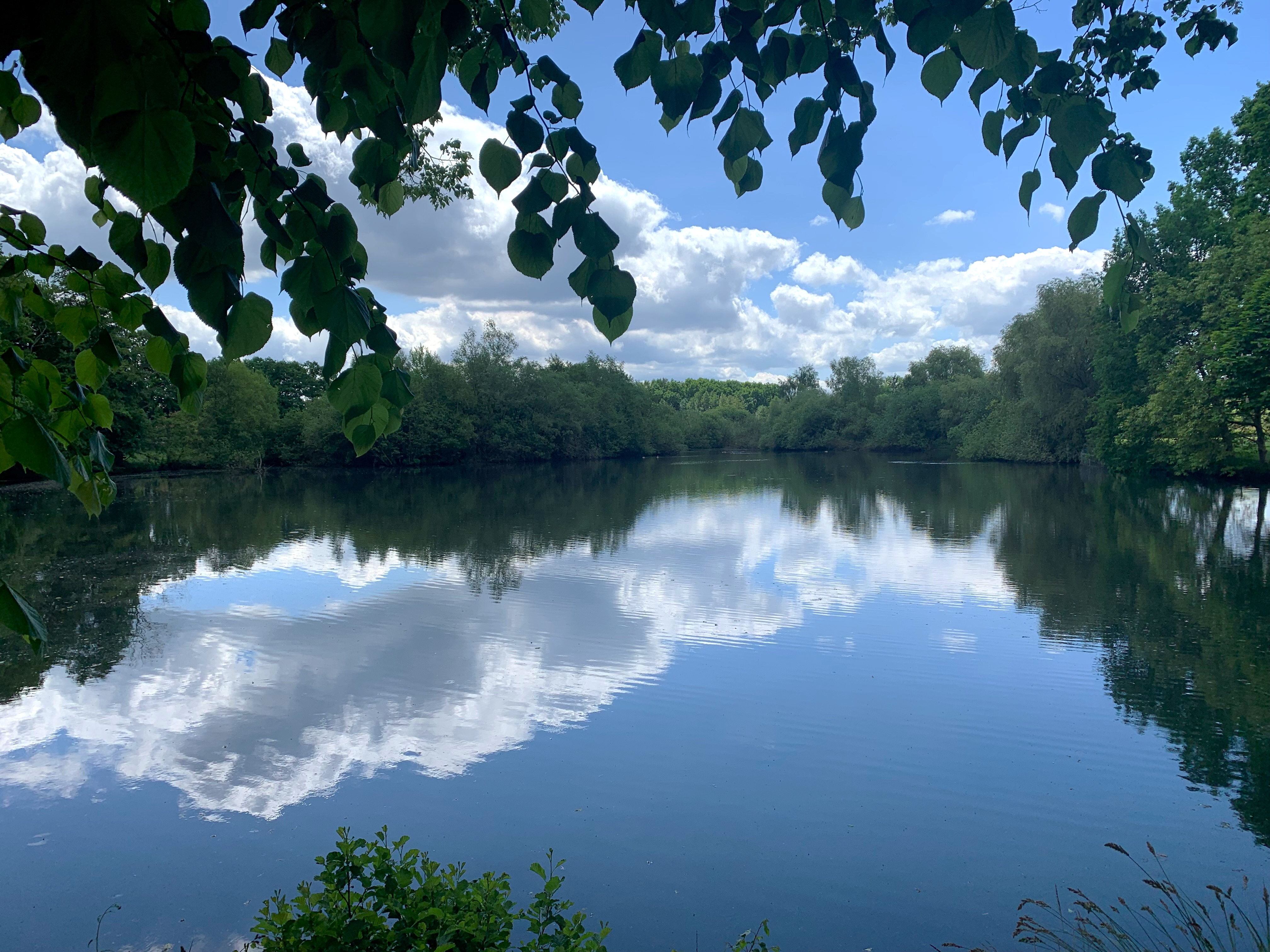
Molenvijver
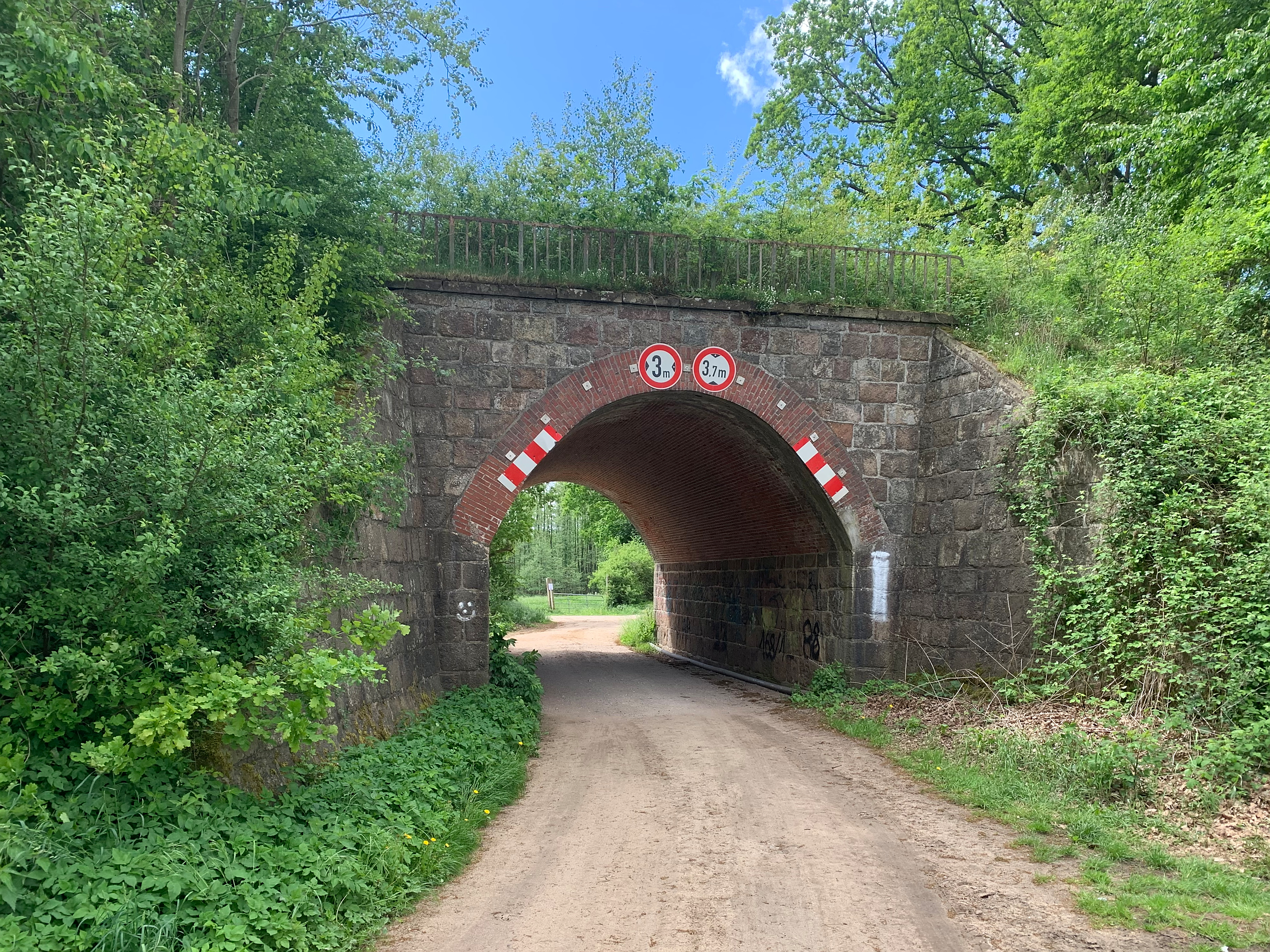
Schilderachtig bruggetje onder de spoorlijn
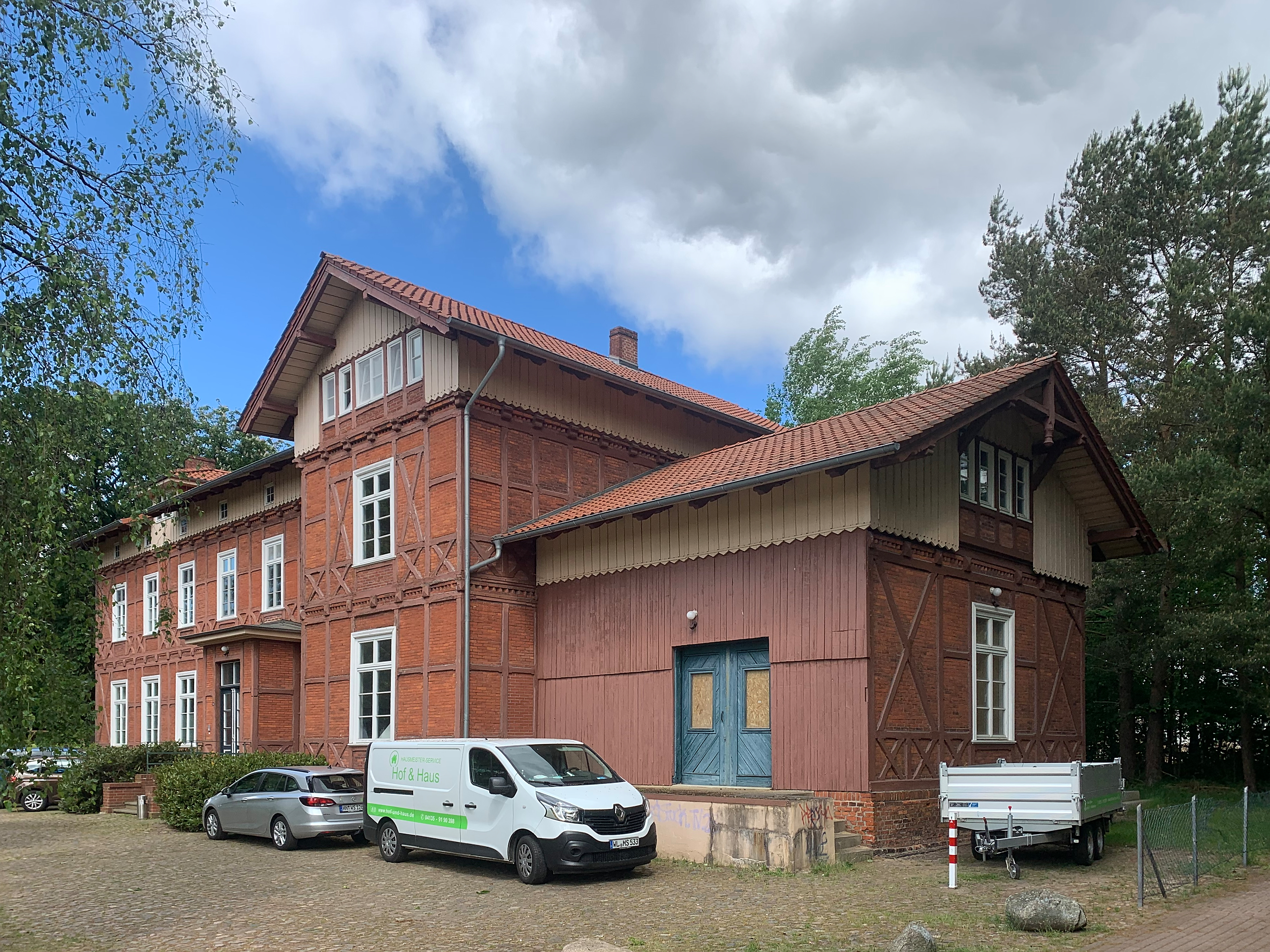
Voormalig stationsgebouw
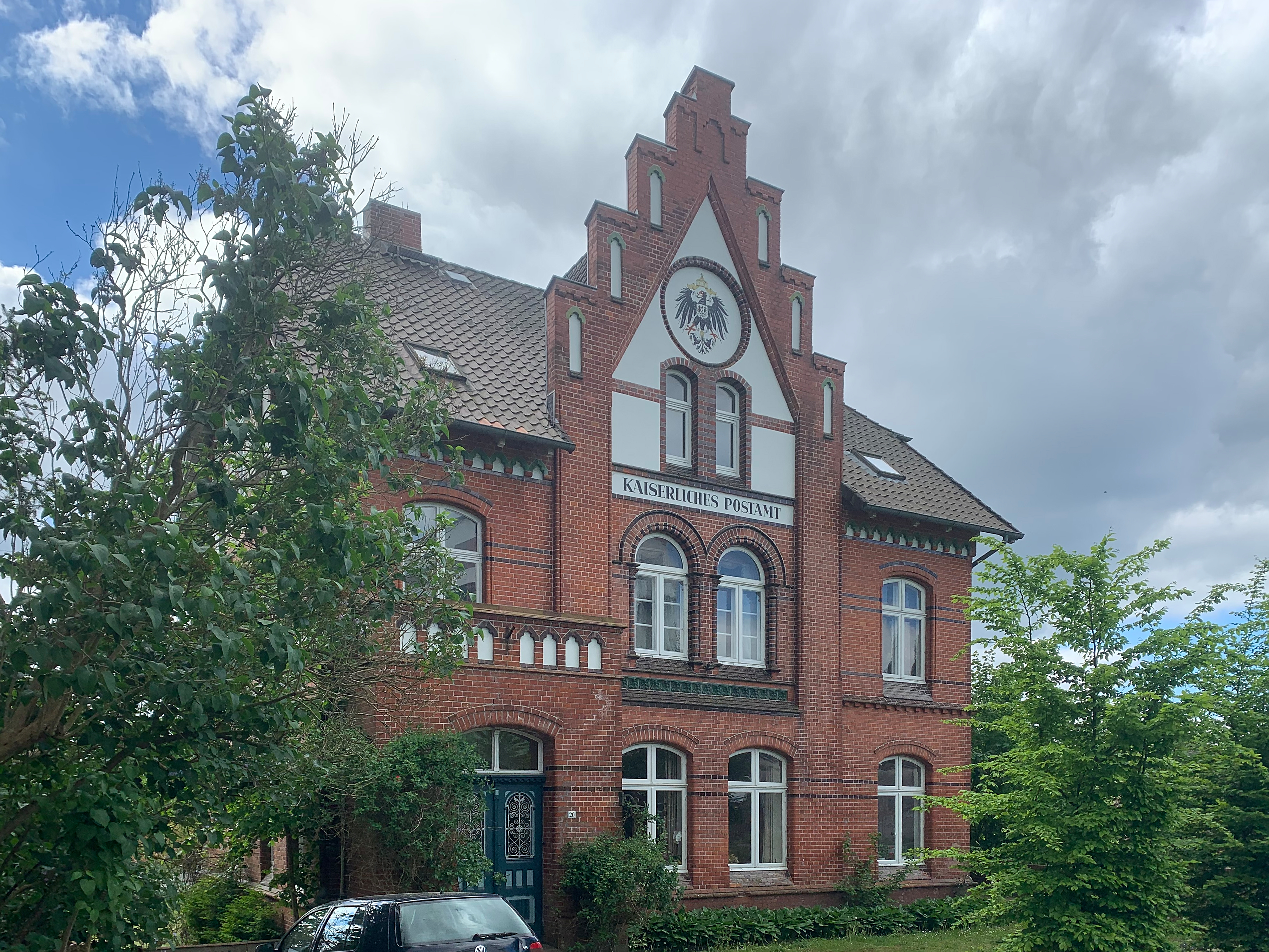
Monumentaal voormalig Keizerlijk Postkantoor (thans woonhuis)